# Liatongus taurus
Liatongus taurus là một loài bọ cánh cứng trong họ Bọ hung (Scarabaeidae).